# Mon père
Ne doit pas être confondu avec Mon père (film).
Pour plus de détails, voir Fiche technique et Distribution.
Mon père (Dad) est un film américain de Gary David Goldberg, sorti en 1989 et adapté du roman homonyme de William Wharton.

## Synopsis
Jack et Bette Tremont (Jack Lemmon et Olympia Dukakis) sont un tranquille couple de retraités où la maîtresse de maison gère de main de fer le quotidien du couple. Jusqu'au jour où Bette est hospitalisée à la suite d'une crise cardiaque. Du jour au lendemain, le discret Jack Tremont se retrouve pour la première fois de sa vie seul à la maison, maître de son destin. Il va sans dire qu'une telle liberté le laisse dans un premier temps un peu circonspect. Aussi, décide-t-il de faire appel à ses enfants John (Ted Danson) et Annie (Kathy Baker) pour lui donner un coup de main dans les gestes de la vie quotidienne. John est un homme d'affaires prospère, toujours par monts et par vaux à s'occuper de sa carrière, et c'est dans ces circonstances qu'il se rapproche (plus qu'il ne l'a jamais été) de son père : il apprend à son père à devenir plus indépendant et autonome, plus à son image et il prend peu à peu conscience dans ce processus, qu'il est lui-même éloigné de son propre fils, Billy (Ethan Hawke). C'est donc à travers l'apprentissage de sa relation avec son père qu'il découvre sa relation avec son fils...

## Fiche technique
- Titre : Mon père
- Titre original : Dad
- Réalisation : Gary David Goldberg
- Scénario : Gary David Goldberg d’après le roman de William Wharton (1981)
- Costumes : Molly Maginnis
- Photographie : Jan Kiesser
- Montage : Eric A. Sears
- Musique : James Horner
- Production : Gary David Goldberg et Joseph Stern
- Distribution : Universal Pictures
- Budget : 19 000 000 dollars (estimé)
- Gains (box office) : 19 738 015 dollars (USA)
- Gains (1er week-end) : 540 148 dollars (USA) - 107 salles
- Format : Couleur (Metrocolor) - 1.85 : 1 - Dolby
- Tournage : entre mars et juin 1989
- Langue : anglais
- Genre : Comédie dramatique
- Durée : 117 minutes
- Dates de sortie :
  - États-Unis : 27 octobre 1989
  - France : 7 mars 1990

## Distribution
- Jack Lemmon (VF : Henri Labussière) : Jake Tremont
- Ted Danson (VF : Jacques Frantz) : John Tremont
- Ethan Hawke (VF : Bernard Gabay) : Billy Tremont
- Kathy Baker (VF : Laura Koffler) : Annie Tremont
- Kevin Spacey (VF : Vincent Grass) : Mario
- Olympia Dukakis (VF : Nathalie Nerval) : Bette Tremont
- Gregory Itzin (VF : Patrick Poivey) : Ralph Kramer
- J. T. Walsh (VF : Jean-Claude Balard) : Dr Santana
- Zakes Mokae (VF : Jean-Baptiste Thiémélé) : Dr Chad
- Peter Michael Goetz (VF : Georges Berthomieu) : Dr Ethridge
- John Apicella (VF : Sady Rebbot) : Dr Delibro
- Art Frankel : le moniteur de conduite

## À propos du film
- Dans une des scènes du film, Kevin Spacey porte une veste Chatsworth. Spacey est lui-même diplômé du lycée Chatsworth (Californie).
- Le film est tiré du deuxième roman de l'écrivain américain William Wharton. Son premier roman, Birdy, paru en 1978, a déjà été porté à l'écran par Alan Parker, en 1984, avec Matthew Modine et Nicolas Cage.